# Mirador de les Barques

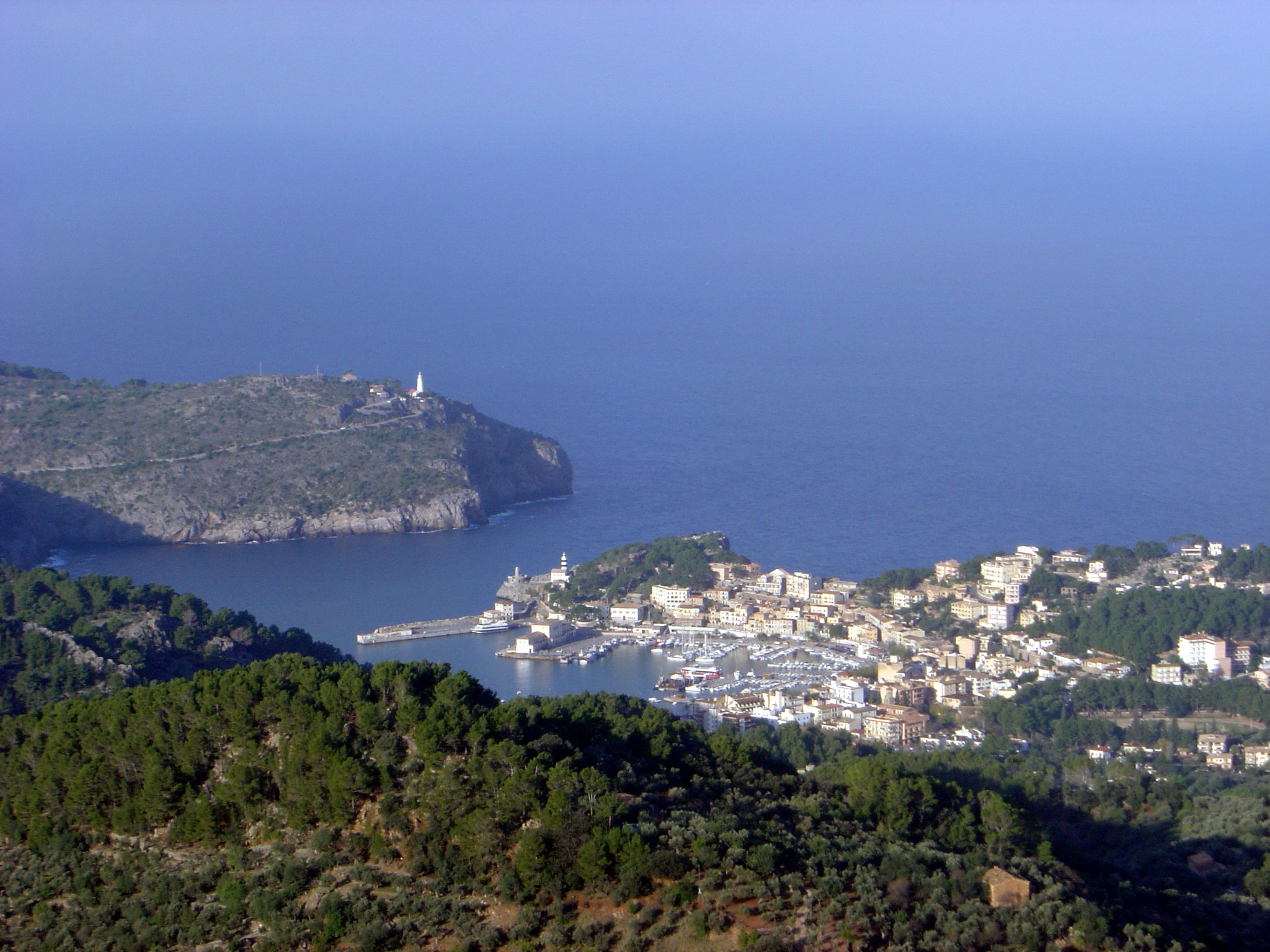
Les vistes del mirador

El Mirador de les Barques és un mirador del municipi de Sóller, a Mallorca, que es troba a 400 m d'altura sobre el nivell del mar, a la carretera Ma-10, que travessa la Serra de Tramuntana, concretament en el tram que hi ha entre Sóller i l'embassament de Cúber.
El seu nom prové del fet que aquest mirador guaita sobre el Port de Sóller, on, evidentment, hi ha barques. Des de fa molts anys hi ha un restaurant. És el punt de partida d'excursions com la ruta de La Costera.